# El Porvenir (Sevilla)
El Porvenir es un barrio de la ciudad de Sevilla (España) que pertenece al distrito Sur. 
Primitivamente estaba delimitado por el Parque de María Luisa, la línea de ferrocarril Sevilla-Cádiz (actualmente calle Ramón Carande), las instalaciones de la empresa Catalana de Gas y los terrenos de la actual Huerta de la Salud que sirvieron durante muchos años para la instalación de las atracciones de la Feria de Abril, espacio popularmente conocido como Calle del Infierno. Los barrios colindantes son Tabladilla-La Estrella, Huerta de la Salud y Tiro de Línea-Santa Genoveva.

## Historia

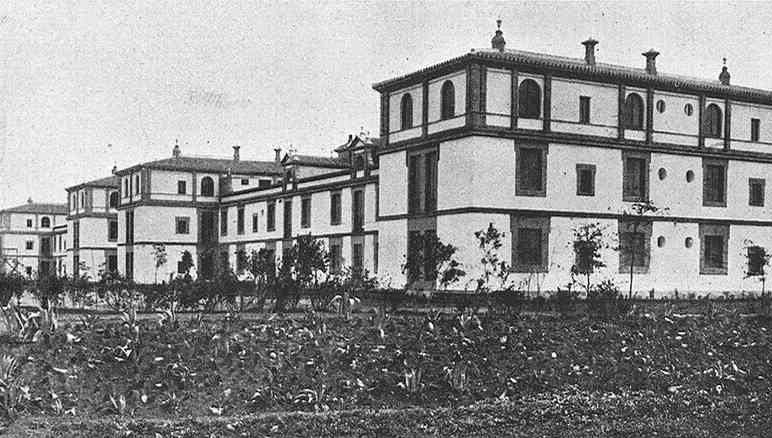
Vivientas construidas por el Real Patronato de Casas Baratas a mediados de la década de 1910

Comenzó a configurarse alrededor de huertas cercanas a la Ermita de San Sebastián. En los años 20 del siglo XX se trazaron las primeras calles del barrio (Porvenir, Montevideo, Brasil, Río de la Plata, Exposición) sobre terrenos pertenecientes a la conocida como Huerta de Zambrano.

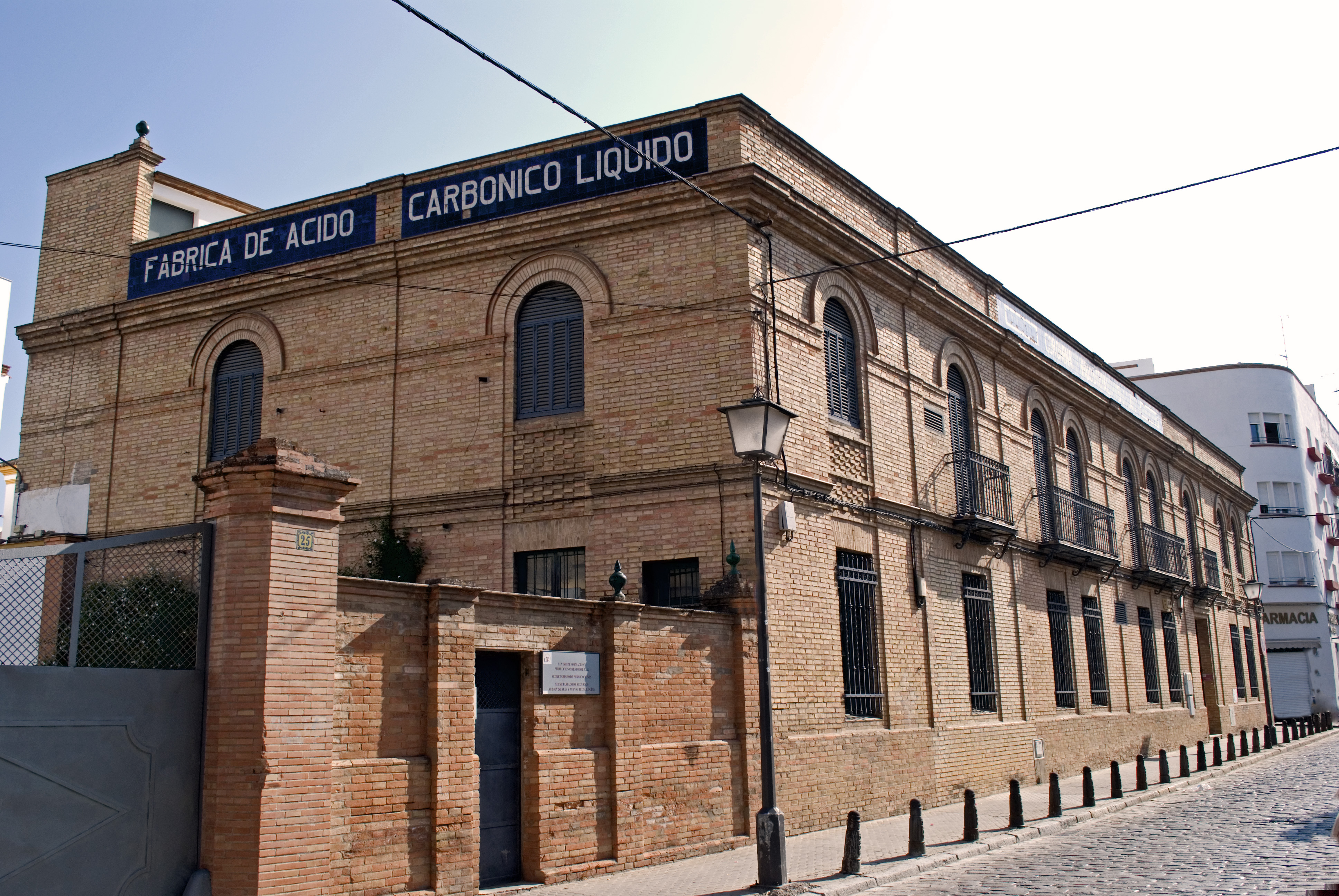
Antigua fábrica de ácido carbónico La Coromina, proyectada por el arquitecto Aníbal González, en 1917, actualmente constituye un edificio administrativo de la Universidad de Sevilla.

Tras la parcelación, se construyeron numerosas villas a cargo de los principales arquitectos sevillanos de la época como Pedro Fernández de Heredia y Listrán (1879-1970), Aníbal González (1876-1929) o Juan Talavera y Heredia (1880-1960).

## Edificios de interés

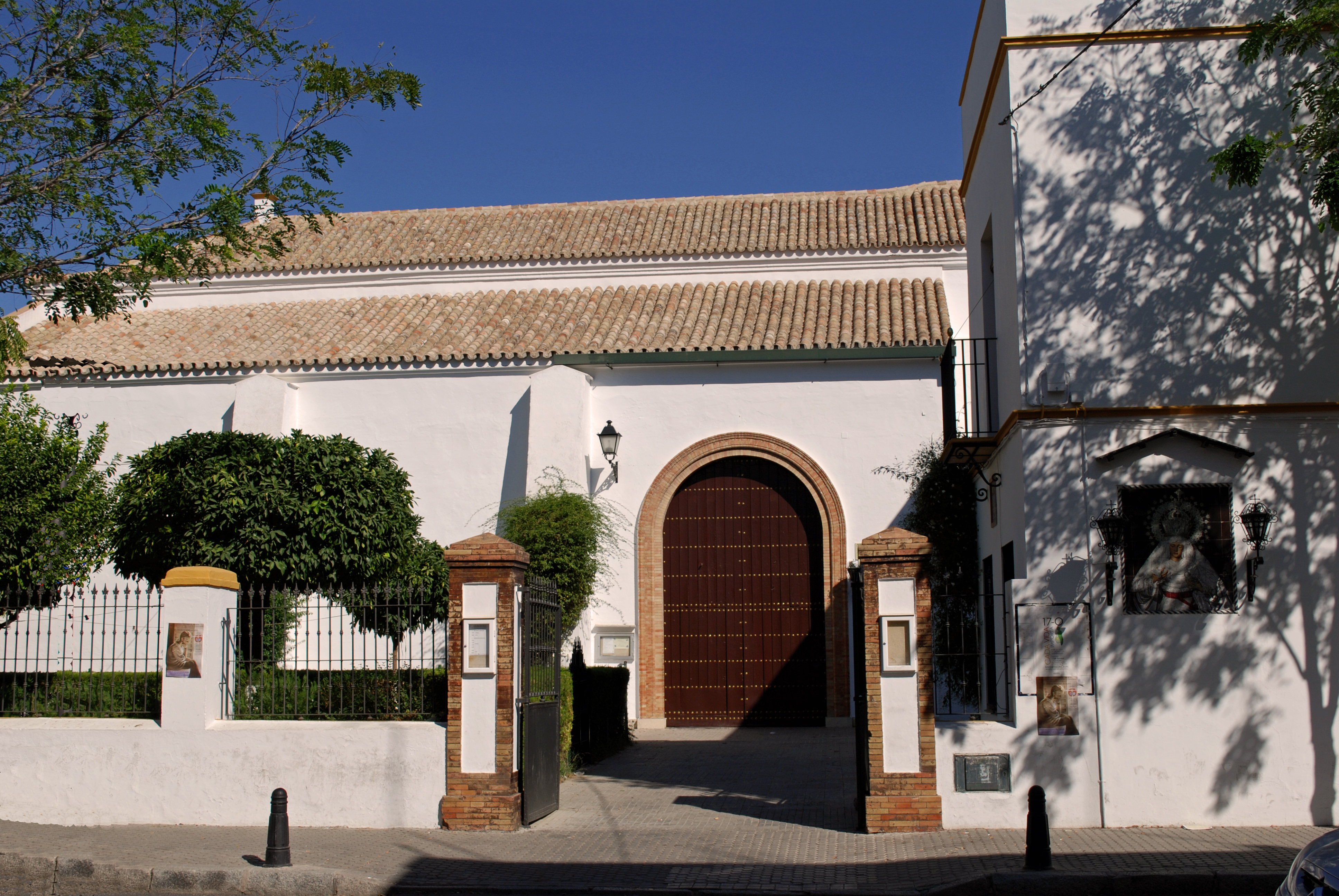
Iglesia de San Sebastián.

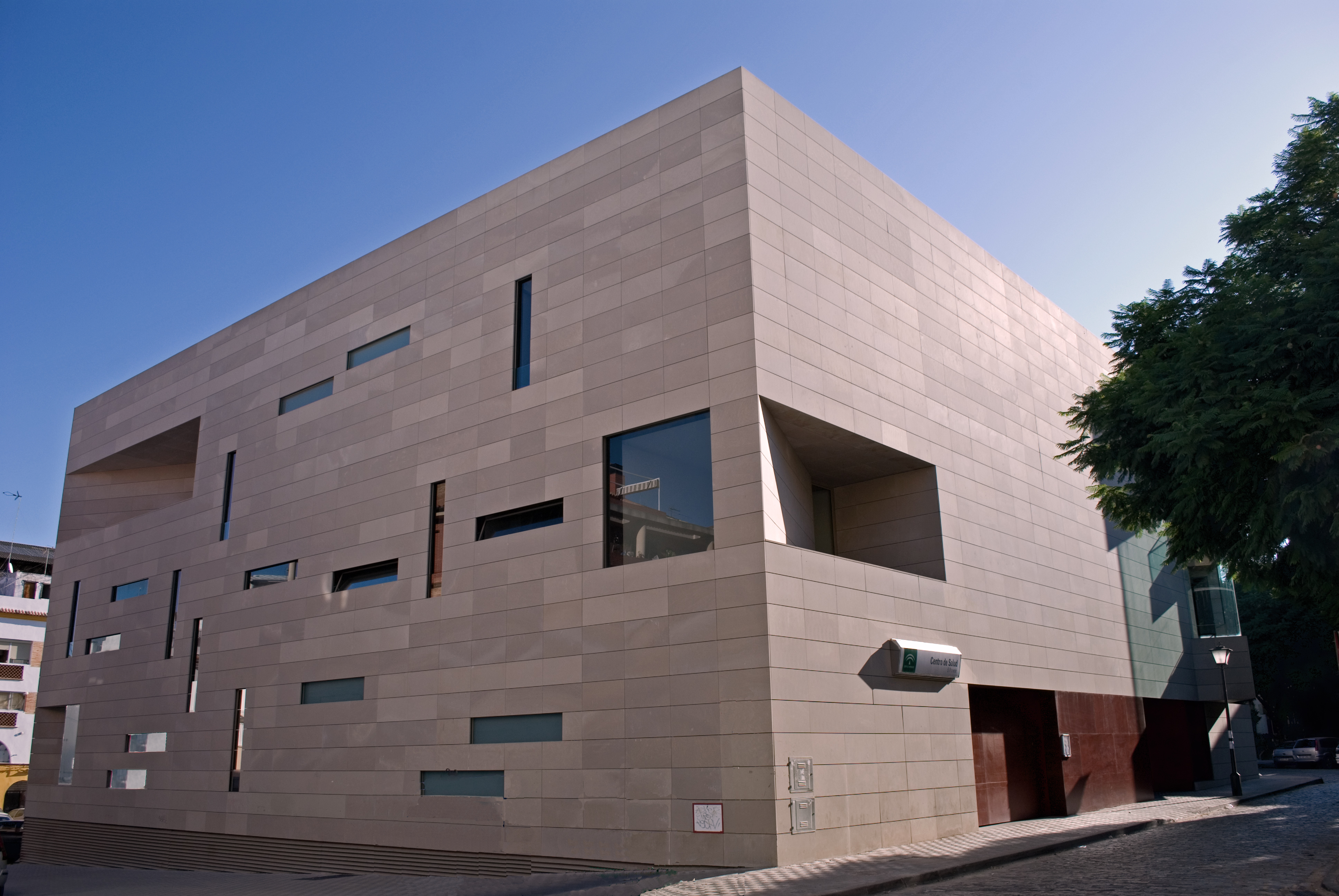
Centro de Salud del Porvenir.

- Iglesia de San Sebastián. Fue construida de nueva planta sobre una ermita anterior del siglo XIII. Es un edificio de estilo gótico-mudéjar cuyas características se ajustan a las usuales dentro de la arquitectura sevillana del siglo XV. Esta Parroquia del Porvenir es sede canónica de la hermandad de la Paz[2]
- "Centro de Salud PORVENIR" Es un edificio, obra de los arquitectos Carmen Alcalá y Juan Carlos Cordero, de un alto valor arquitectónico contemporáneo, cargado de gran simbolismo. Se estructura mediante un patio de acceso con paramentos interiores acristalados en contraste con la piel dura, pedrea, y casi ciega exterior.

- Cuartel de Ingenieros. Es un edificio militar de estilo romántico y neoclásico que se encuentra en la avenida de la Borbolla y es una de las construcciones más antiguas del barrio, pues data de 1901. Consta de un edificio principal que se utilizaba como oficinas y dos laterales para viviendas. Destaca el conjunto escultórico que preside la puerta principal y las dos garitas originales que se utilizaban para las guardias.[3] Actualmente es la sede de la Segunda Subinspección General del Ejército
- Fábrica La Coromina, diseñada en 1917 por el arquitecto Aníbal González, se terminó de construir en 1920.[4]
- Antigua fábrica de La Catalana de Gas (actualmente es un gimnasio), diseñada por Aníbal González y construida entre 1912 y 1915, constituye una interesante muestra de la arquitectura industrial sevillana.
- Sede del Distrito Sur. Este edificio también perteneció a las instalaciones de la empresa Catalana de Gas y es obra de Aníbal González. Se utilizó primitivamente como vivienda para el jefe de la empresa y más tarde como oficinas. El 1 de septiembre de 1998 la entonces alcaldesa de la ciudad Soledad Becerril lo inauguró como sede de las dependencias municipales.[5]
- Torre del Agua. Formaba parte del conjunto de edificaciones de la empresa Catalana de Gas, la torre alojaba dos grandes depósitos de agua en las últimas plantas que servían para abastecer con suficiente presión al conjunto fabril. Es también obra de Aníbal González.
- Villa Ozama, se encuentra en la esquina de Felipe II con la Avenida de la Borbolla. Fue proyectada por Manuel Martínez Más en estilo modernista, se construyó entre 1912 y 1916. Se la conoce también como Villa Albert, por el nombre de su primer propietario. Actualmente es la sede de Agencia Andaluza de Flamenco.[6]

- Villa Susana en Avenida de la Borbolla 55 y su gemela en el número 57 diseñadas en 1913 por el arquitecto Juan Talavera y Heredia.[7]
- Villa María (derribada). Este edificio fue la única villa modernista diseñada por el arquitecto Aníbal González . Su proyecto data de 1909 y se finalizó en 1914 sobre un terrero de la Avenida de la Borbolla propiedad del político sevillano de la restauración Pedro Rodríguez de la Borbolla Amozcótegui de Saavedra. Fue derribada en 1968 y en el mismo lugar se construyó el edificio del Colegio de Médicos.[8]
- Villa Luisa. Se la conoce en los catálogos de arquitectura como casa Bemberg por el nombre de quien la hizo construir, el millonario y compositor Herman Bemberg, hijo a su vez del gran industrial Otto Bemberg. Fue diseñada por el arquitecto Vicente Traver y construida entre los años 1919 y 1925. Los extensos jardines de esta villa son de corte romántico con caminos que se pierden entre la variada vegetación que posee interés botánico. En la actualidad se utiliza para fiestas y celebraciones.
- Casa de pisos situada en la Avenida Felipe II n.º 4, esquina con la calle Progreso, construida en 1927 según proyecto de Aníbal González.
- Sede del Colegio de Médicos de Sevilla. Diseñado por Rafael de La-Hoz Arderius, se construyó entre 1968 y 1972.[9]
- Antiguo Frontón Betis. Este edificio es actualmente la sede de la Cabalgata de Reyes Magos. Tiene importancia histórica, entre otra razones por los mítines políticos multitudinarios que se celebraron en su interior durante la etapa de gobierno del general Berenguer y la II República Española, como el que tuvo lugar el 18-9-1930 en que el orador principal fue Don Niceto Alcalá Zamora,[10] o el del 14 de febrero de 1936 en apoyo del Frente Popular con la participación del político sevillano Diego Martínez Barrio.[11]
- Villa Moya. Villa racionalista de 2 plantas diseñada por el arquitecto José Granados de la Vega y construida en 1933. Está situada en la calle San Salvador n.º 21[12]
- Villa Donostia. Vivienda unifamiliar con jardín diseñada también por José Granados de la Vega y construida en 1932. Está situada en la calle San Salvador n.º 19[13]
- Villa para Juan Balbontin de Orta. Diseñada en estilo moderno por el arquitecto Delgado Roig, se construyó en 1933. Se encuentra situada en la calle Juan Pablos.

## Semana Santa
- Hermandad de La Paz (Sevilla). Fue fundada en 1939 por un grupo excombatientes de la guerra civil española. Sus titulares son El Señor de la Victoria y La Virgen de La Paz Coronada, destaca el color blanco de las túnicas de los nazarenos y el manto de la Virgen como símbolo de la paz. Su sede es la parroquia de San Sebastián. Esta Hermandad es de mucha popularidad en el barrio y fuera de él. Su estación de penitencia es realizada el Domingo de Ramos siendo la cuarta de nueve cofradías que realizan su penitencia a la Santa Iglesia Catedral en este día y la segunda en cuanto a nazarenos solo superada por poco por la Hermandad trianera de la Estrella

## Equipamiento
- Centro de Salud. Tras una demora de más de 20 años en su construcción que ocasionó diferentes protestas de los vecinos afectados,[14] fue inaugurado el 19 de septiembre de 2006 por el entonces presidente de la Junta de Andalucía Manuel Chaves y el alcalde de la ciudad Alfredo Sánchez Monteseirín.[15] De un estilo arquitectónico contemporáneo y vanguardista, es obra de los arquitectos Carmen Albalá y Juan Carlos Cordero. Fue premio Ciudad de Sevilla y ha sido ampliamente publicado en revistas especializadas.

- Gimnasio Galisport. Se ubica en el barrio de El Porvenir, en las amplias naves del edificio perteneciente a la antigua fábrica de Catalana de Gas. El centro dispone de espacios para la práctica de actividades deportivas.